# Sara Nestola
Sara Nestola (Reggio Emilia, 8 maggio 2001) è una mezzofondista e maratoneta italiana.

## Biografia
All’età di 11 anni ha vinto una gara scolastica di campestre, da lì è entrata in contatto con il suo primo tecnico Paolo Orlandini e ha deciso di provare l’atletica insieme alla sorella, inizialmente nella velocità e poi si è appassionata alle distanze più lunghe. Nella categoria allieve è passata sotto la guida di Carlo Uberto, sempre a Reggio Emilia, vincendo il titolo italiano juniores di mezza maratona nel 2019. Dalla metà del 2020 il suo coach a Rubiera è l’olimpionico Stefano Baldini e anche nel 2021 tra le promesse è riuscita ad aggiudicarsi il tricolore della mezza prima dell’oro under 23 con la squadra azzurra agli Europei di cross. Nel 2023 ha conquistato l’argento agli Europei under 23 sui 10000 metri, si è migliorata su tutte le distanze e ha vinto sei titoli italiani promesse (3000 indoor, cross, 5000, 10000, 10 km e mezza maratona). Ha debuttato in maratona nel 2024 con 2h29'12" a Valencia. Diplomata al liceo scienze umane, frequenta il corso di laurea in scienze dell’educazione.

## Palmarès
| Anno | Manifestazione    | Sede               | Evento         | Risultato | Prestazione | Note  |
| ---- | ----------------- | ------------------ | -------------- | --------- | ----------- | ----- |
| 2021 | Europei di cross  | Dublino            | Corsa U23      | 33ª       | 22'09"      |       |
| 2021 | Europei di cross  | Dublino            | A squadre      | Oro       | 18 p.       |       |
| 2022 | Europei di cross  | Venaria Reale      | Corsa U23      | 20ª       | 21'21"      |       |
| 2022 | Europei di cross  | Venaria Reale      | A squadre      | Argento   | 31 p.       |       |
| 2023 | Europei U23       | Espoo              | 10000 m piani  | Argento   | 33'17"51    |       |
| 2023 | Europei di cross  | Bruxelles          | Corsa U23      | 28ª       | 28'42"      |       |
| 2023 | Europei di cross  | Bruxelles          | A squadre      |           |             |       |
| 2024 | Europei           | Roma               | Mezza maratona | 35ª       | 1h12'27"    |       |
| 2025 | Europei su strada | Bruxelles e Leuven | Mezza maratona | Bronzo    | 1h11'26"    | [ 2 ] |
| 2025 | Europei su strada | Bruxelles e Leuven | A squadre      | Argento   | 3h38'20"    |       |

## Campionati nazionali
2017
- Argento ai campionati italiani allievi indoor, 1000 m piani - 3'03"69

2019
- 47ª ai campionati italiani di 10 km su strada - 37'00"
- 9ª ai campionati italiani juniores, 5000 m piani - 17'52"00
- Bronzo ai campionati italiani juniores indoor, 1500 m piani - 4'45"73

2020
- 23ª ai campionati italiani di maratonina - 1h20'14"
- Bronzo ai campionati italiani juniores, 5000 m piani - 17'39"48

2021
- 14ª ai campionati italiani assoluti, 5000 m piani - 17'01"91
- 17ª ai campionati italiani di 10 km su strada - 35'06"
- 6ª ai campionati italiani promesse, 5000 m piani - 17'28"41
- Oro ai campionati italiani promesse, 1500 m piani - 4'35"32
- Argento ai campionati italiani promesse indoor, 3000 m piani - 9'48"95

2022
- 20ª ai campionati italiani di corsa campestre - 29'58"
- 13ª ai campionati italiani di maratonina - 1h17'05"
- 13ª ai campionati italiani di 10 km su strada - 35'18"
- 4ª ai campionati italiani promesse, 5000 m piani - 17'03"91
- 6ª ai campionati italiani promesse, 1500 m piani - 4'31"99
- Argento ai campionati italiani universitari, 5000 m piani - 17'23"74

2023
- 4ª ai campionati italiani assoluti, 10000 m piani - 33'30"40
- 9ª ai campionati italiani assoluti, 5000 m piani - 16'22"09
- 7ª ai campionati italiani assoluti indoor, 3000 m piani - 9'27"89
- 8ª ai campionati italiani assoluti di corsa campestre - 29'14"
- 4ª ai campionati italiani di maratonina - 1h13'18"
- 6ª ai campionati italiani di 10 km su strada - 33'08"
- Oro ai campionati italiani promesse, 5000 m piani - 16'33"90
- Oro ai campionati italiani promesse indoor, 3000 m piani - 9'31"46

2024
- Argento ai campionati italiani assoluti, 10000 m piani - 33'08"40
- 4ª ai campionati italiani assoluti, 5000 m piani - 15'41"09
- Oro ai campionati italiani di maratonina - 1h12'32"
- Bronzo ai campionati italiani di 10 km su strada - 33'14"

2025
- Oro ai campionati italiani assoluti, 10000 m piani - 33'10"72
- 4ª ai campionati italiani di corsa campestre - 28'35"

## Altre competizioni internazionali
2022
- 7ª alla BOclassic ( Bolzano), 5 km 16'16"

2023
- 14ª in Coppa Europa dei 10000 metri ( Pacé), 10000 m piani - 33'05"54
- 10ª alla BOclassic ( Bolzano), 5 km 16'31"
- 26ª alla Mezza maratona di Copenaghen ( Copenaghen) - 1h12'48"
- 12ª al Campaccio ( San Giorgio su Legnano) - 20'26"

2024
- 22ª alla Maratona di Valencia ( Valencia) - 2h29'12"
- 9ª alla Mezza maratona di Siviglia ( Siviglia) - 1h11'16"
- 7ª al Campaccio ( San Giorgio su Legnano) - 21'30"

2025
- 9ª in Coppa Europa dei 10000 metri ( Pacé), 10000 m piani - 32'21"65
- 5ª al Cross di Alà dei Sardi ( Alà dei Sardi)